# タデスミレ
タデスミレ（蓼菫、学名：Viola thibaudieri）はスミレ科スミレ属の多年草。
有茎の種で、花茎は立ち上がり、高さ20-40cmになる。葉の基部がくさび状になり、そのまま葉柄に流れるのは、日本のスミレ属のなかで本種のみで、その葉のようすが和名の由来となっている。

## 特徴
地下茎は短く、数本の茎が叢生する。有茎の種で、地上茎は緑色で無毛、円柱形でややジグザグに立ち上がり、高さ20-40cmになる。根出葉は、花期には存在しない。下部の茎葉は鱗片状になり、上部の茎葉は5個ほどが互生する。葉身は長さ7-10cm、幅1.5-2cm、披針形から狭卵形で、先端は鋭頭から鋭突頭、基部はくさび形となって長さ1.5cm以下の葉柄につづく。葉の縁には低い鋸歯がまばらにあり、表面は鮮緑色、裏面は淡緑色で、両面ともにほとんど無毛。托葉は茎の両側に沿って立ち、披針形で長さ1.5-2cmになり、櫛の歯状に裂け、先は鋭くとがる。
花期は5-6月。茎上部の葉腋から細長い花柄が伸び、白色または淡紫色の花をつける。花柄の途中には狭小な2個の小苞葉がある。花は径1.5-2cmで芳香がある。花弁は長さ12-13mm、長楕円形で先はとがり、唇弁に紫色の細い条があり、上弁は立ち上がり、側弁の基部はふつう毛が生えるが、まれに無毛。唇弁の距は短く、長さは4-6mmになり、背面に縫合線のような線がある。萼片は狭披針形で、先は鋭突頭になる。雄蕊は5個あり、花柱は筒形になり、花柱上部は先端方向にふくらみ、柱頭は前方に突き出る。柱頭に突起毛は無い。果実は卵球形の蒴果で、3稜がある。染色体数は2n=20。

## 分布と生育環境
日本では長野県にのみ分布し、山地の落葉広葉樹林の林縁に生育する。松本市と上田市（旧真田町）に分布するとされていたが、上田市のものは絶滅した可能性が高いという。松本市では、山地の落葉広葉樹林下のほか、やや湿ったカラマツ植林下、道路法面、歩道等に生育する。近年では、自生地で増加しているニホンジカによる食害による影響があるという。
日本以外では、朝鮮半島中部に隔離分布する。

## 名前の由来
和名のタデスミレは「蓼菫」の意で、葉がタデの葉に似ていることによる。牧野富太郎 (1909) による命名である。
種小名（種形容語）thibaudieri は、「採集家チボージェの」の意味。

## 種の保全状況評価
絶滅危惧IB類 (EN)（環境省レッドリスト）
（2019年、環境省）

- 長野県（2014年）絶滅危惧IA類(CR) [9]

2020年2月には、絶滅のおそれのある野生動植物の種の保存に関する法律（平成4年法律第75号）による国内希少野生動植物種に指定された。環境大臣の許可を受けて学術研究等の目的で採取等をしようとする場合以外は、採取、損傷等は禁止されている。併せて、商業的に個体の繁殖をさせることができる特定第一種国内希少野生動植物種に指定された。
長野県においては、2004年2月に、長野県希少野生動植物保護条例の規定に基づく特別指定希少野生動植物に指定され、県知事の許可なくして採取、損傷等は禁止されている。また、同条例の規定に基づき、「タデスミレ保護回復事業計画」が策定されている。

## ギャラリー

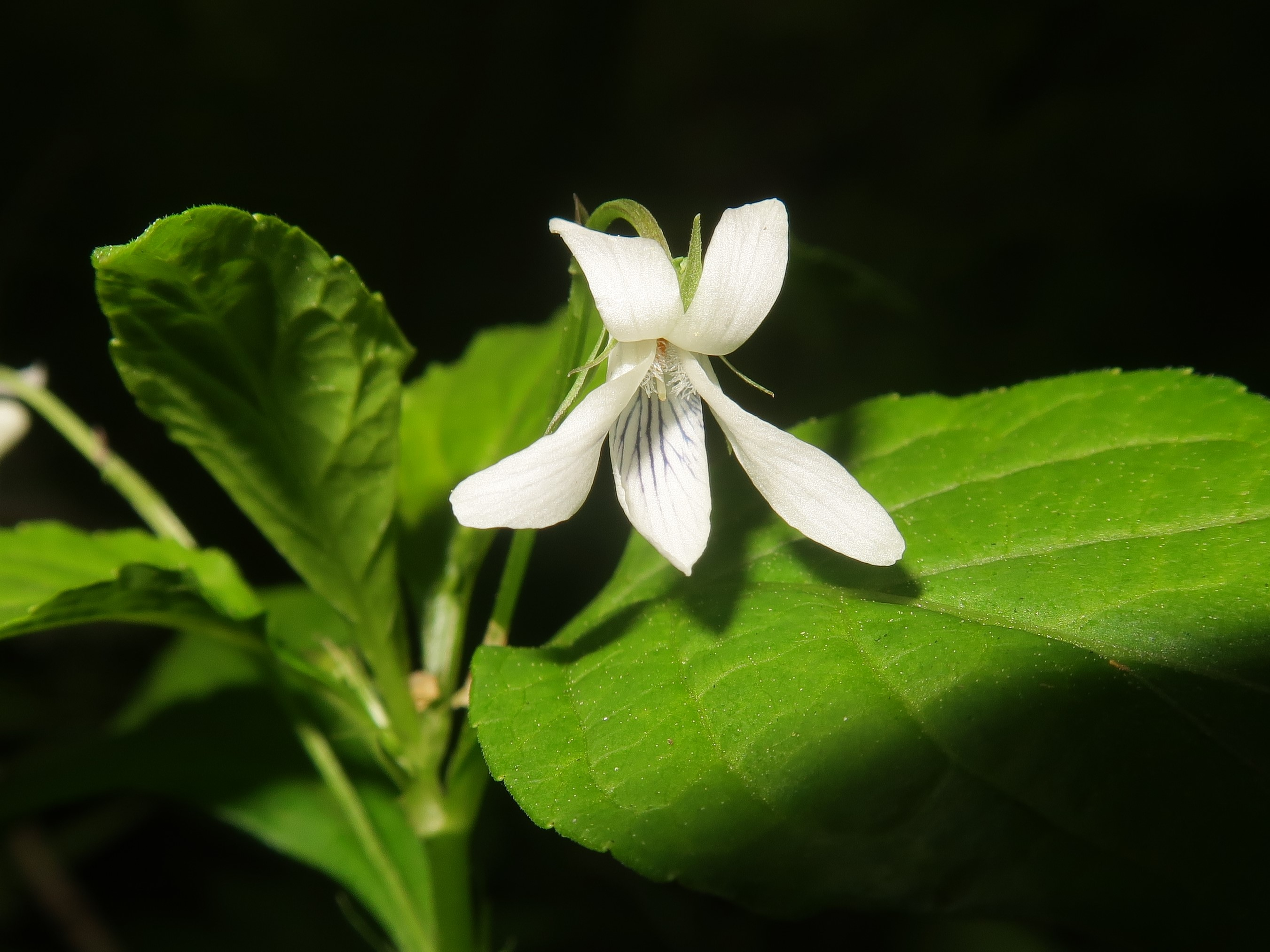
花は白色または淡紫色、径1.5-2cmで、唇弁に紫色の細い条があり、上弁は立ち上がり、側弁の基部はふつう毛が生える。
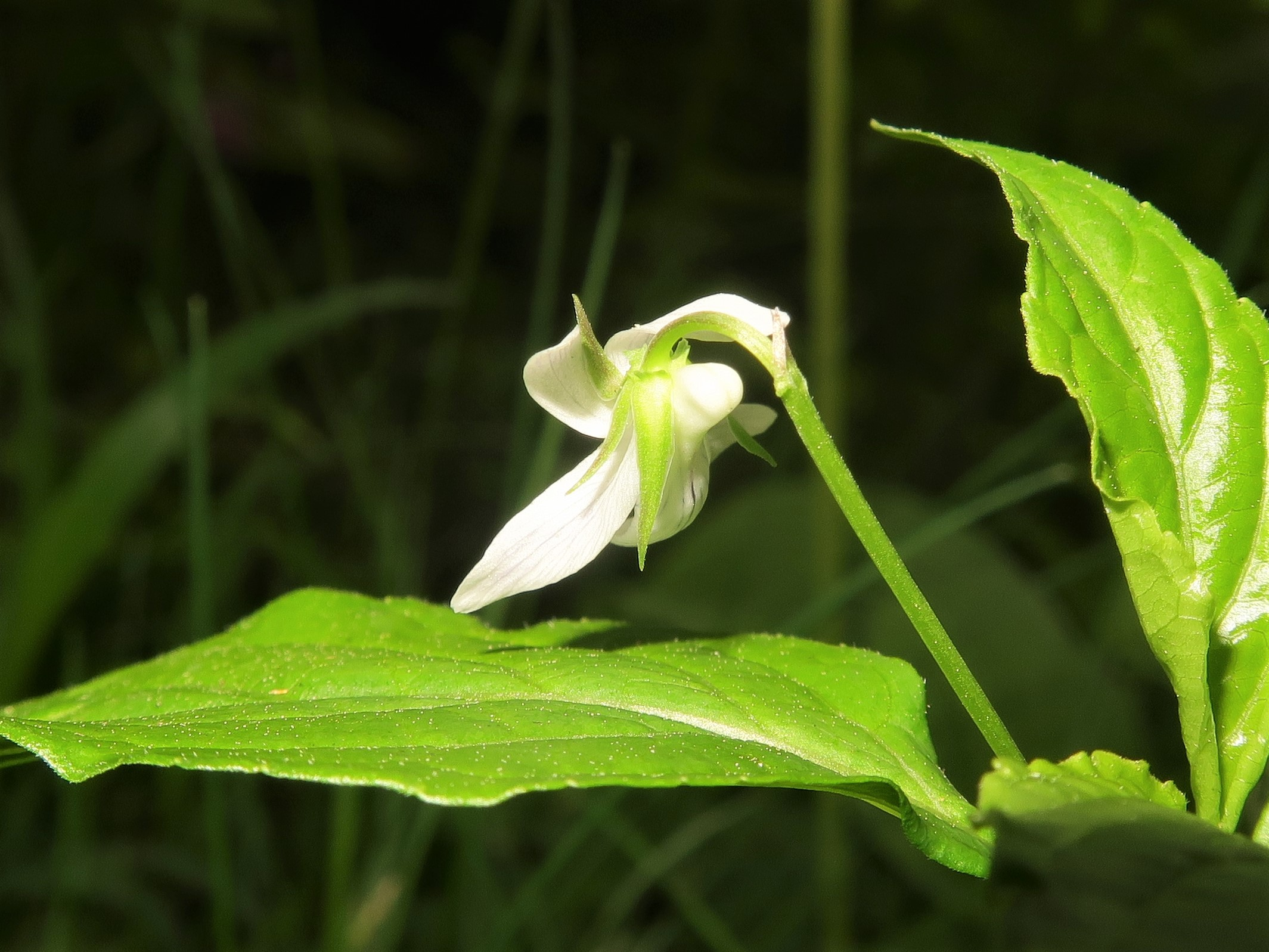
唇弁の距は短く、背面に縫合線のような線がある。萼片は狭披針形で、先は鋭突頭になる。
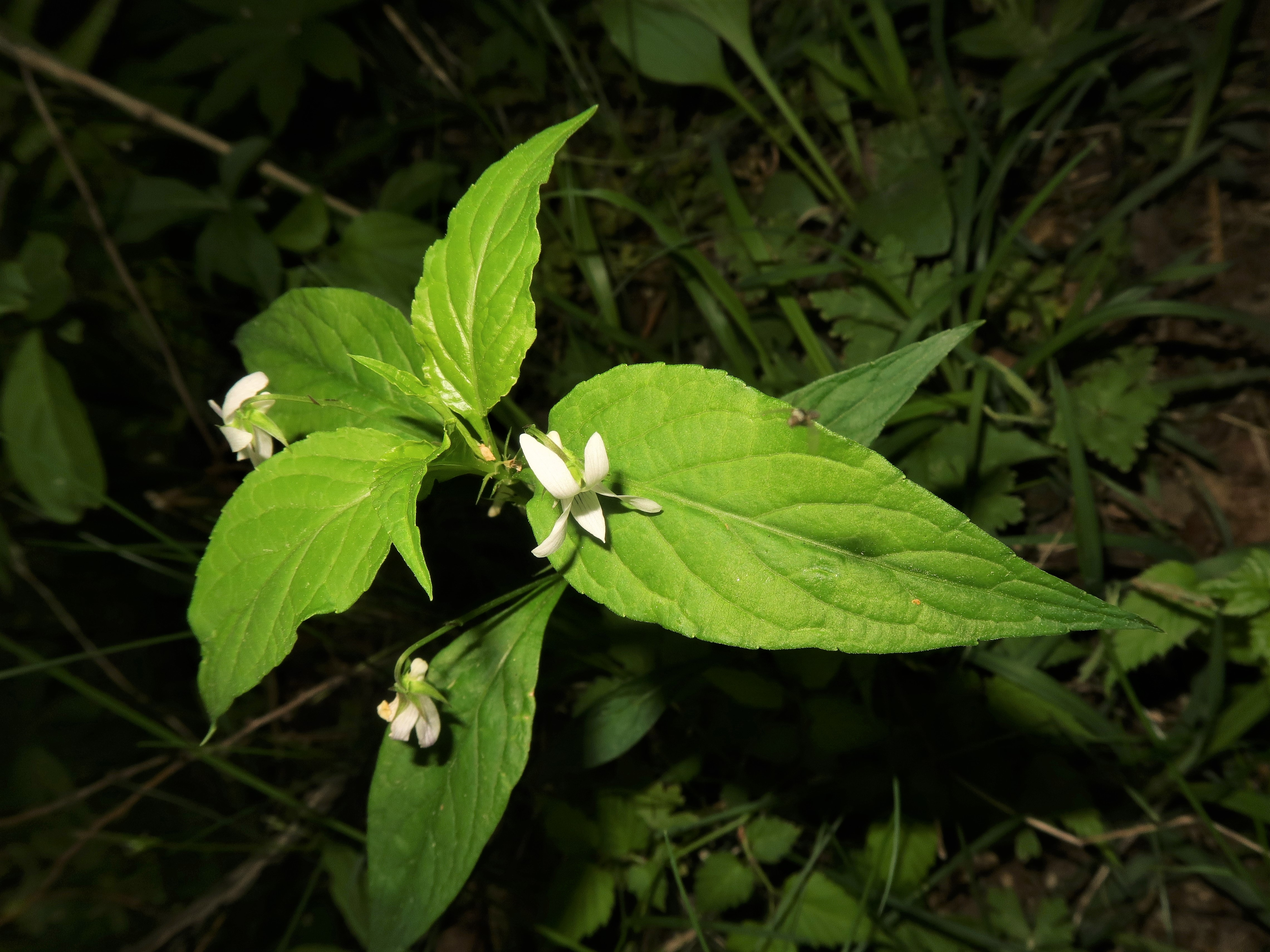
葉身は披針形から狭卵形で、先端は鋭頭から鋭突頭、基部はくさび形となって葉柄に流れる。縁には低い鋸歯がまばらにある。
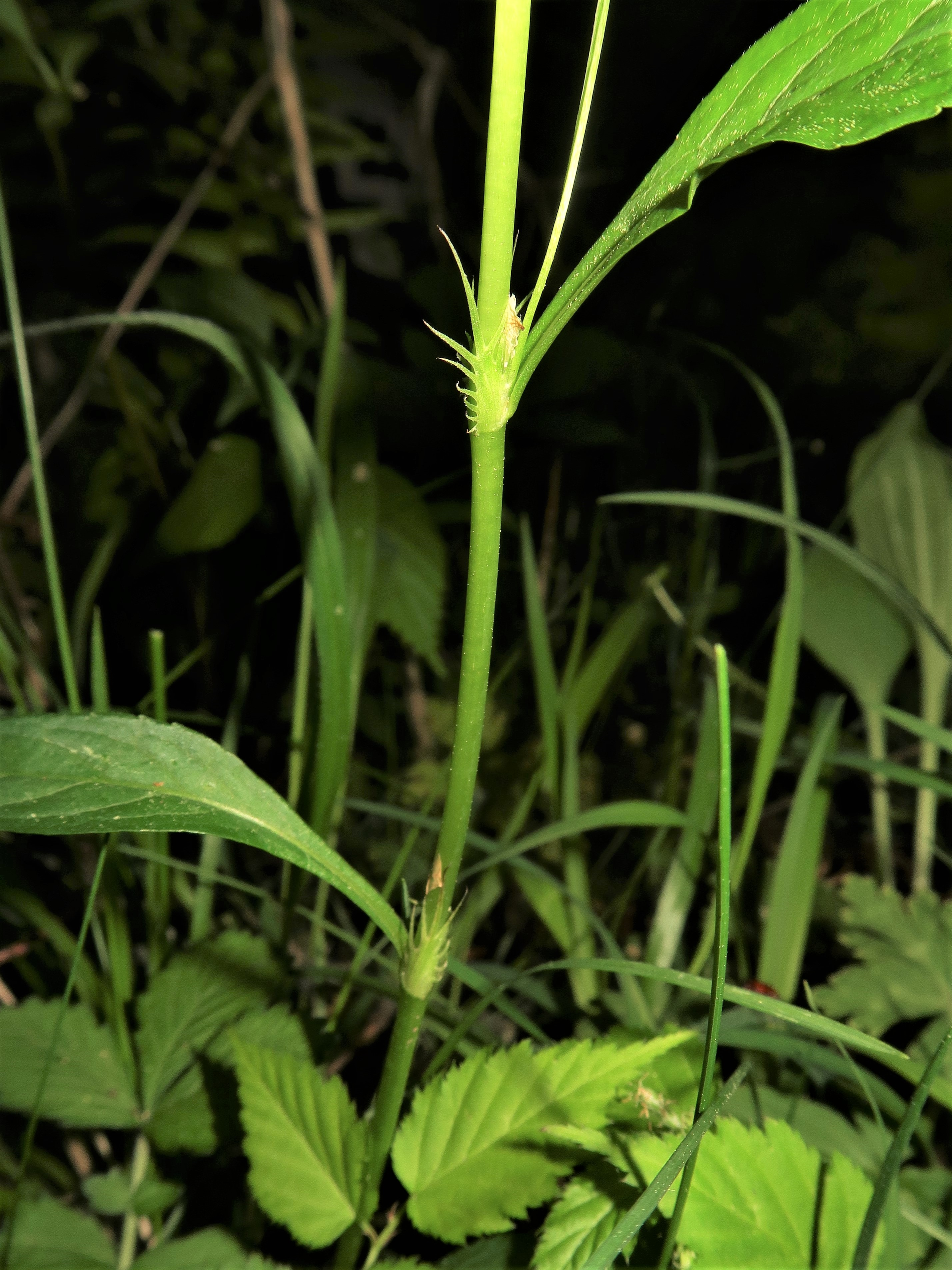
托葉は茎の両側に沿って立ち、披針形で、櫛の歯状に裂け、先は鋭くとがる

## 類似の種
- コウライタデスミレ Viola websteri Hemsl. (1886)[11] - 朝鮮半島北部と中国大陸（吉林省）に分布し、本種に似るが、葉に明瞭な鋸歯があり、柱頭に突起毛がある点で異なる[4]。